# Championnat du Guatemala de football 1944-1945
Navigation
Saison précédente Saison suivante
La Liga Nacional 1944-1945 est la troisième édition de la première division guatémaltèque.
Lors de ce tournoi, le Tipografía Nacional a conservé son titre de champion du Guatemala face aux six meilleurs clubs guatémaltèques.
Chacun des sept clubs participant était confronté deux fois aux six autres équipes.

## Les 7 clubs participants
| \| Guatemala: Guatemala FC CSD Hércules Club del Hospicio IRCA CSD Municipal Tipografía Nacional Universidad SC Guatemala \| Localisation des clubs engagés dans le championnat. |
| Guatemala: Guatemala FC CSD Hércules Club del Hospicio IRCA CSD Municipal Tipografía Nacional Universidad SC Guatemala                                                           |

Ce tableau présente les sept équipes qualifiées pour disputer le championnat 1944-1945. On y trouve le nom des clubs, le nom des stades dans lesquels ils évoluent ainsi que la capacité et la localisation de ces derniers.
| Club                | Stade                  | Capacité          | Ville          |
| Guatemala FC        | Stade inconnu          | Capacité inconnue | Guatemala City |
| CSD Hércules        | Stade inconnu          | Capacité inconnue | Guatemala City |
| Club del Hospicio   | Stade inconnu          | Capacité inconnue | Guatemala City |
| IRCA                | Stade inconnu          | Capacité inconnue | Guatemala City |
| CSD Municipal       | Stade Mateo Flores     | 30 000            | Guatemala City |
| Tipografía Nacional | Stade La Pedrera       | Capacité inconnue | Guatemala City |
| Universidad SC      | Stade de la Revolución | 5 000             | Guatemala City |

## Compétition
Les sept équipes affrontent à deux reprises les six autres équipes selon un calendrier tiré aléatoirement.
Le classement est établi sur l'ancien barème de points (victoire à 2 points, match nul à 1, défaite à 0).
Le départage final se fait selon les critères suivants :
- Le nombre de points.
- La différence de buts générale.
- Le nombre de buts marqué.

### Classement
| Rang | Équipe                | Pts | J  | G | N | P | Bp | Bc | Diff |
| ---- | --------------------- | --- | -- | - | - | - | -- | -- | ---- |
| 1    | Tipografía Nacional T | 18  | 12 | 9 | 0 | 3 | 33 | 16 | +17  |
| 2    | CSD Municipal         | 14  | 12 | 7 | 0 | 5 | 41 | 27 | +14  |
| 3    | Universidad SC        | 14  | 12 | 7 | 0 | 5 | 22 | 32 | -10  |
| 4    | IRCA                  | 12  | 12 | 5 | 2 | 5 | 31 | 29 | +2   |
| 5    | Club del Hospicio     | 11  | 12 | 4 | 3 | 5 | 25 | 24 | +1   |
| 6    | CSD Hércules          | 10  | 12 | 4 | 2 | 6 | 28 | 32 | -4   |
| 7    | Guatemala FC          | 5   | 12 | 1 | 3 | 8 | 18 | 38 | -20  |

| Légende : Abréviations | Légende : Abréviations |
| ---------------------- | ---------------------- |
|                        | T Tenant du titre      |

## Bilan du tournoi
| Championnat du Guatemala de football 1944-1945 |                     |
| Champion                                       | Tipografía Nacional |
| Dauphin                                        | CSD Municipal       |